# Fußball-Club Bayern München 1972-1973
Questa voce raccoglie le informazioni riguardanti il Fußball-Club Bayern München nelle competizioni ufficiali della stagione 1972-1973.

## Stagione
Prima che questa stagione cominci Gerd Müller che è diventato capocannoniere nei recenti campionati europei; questi sono stati vinti dalla nazionale tedesca di cui facevano parte anche Sepp Maier, Franz Beckenbauer, Georg Schwarzenbeck, Paul Breitner e Uli Hoeneß. Il Bayern conquista invece il quarto titolo tedesco staccando di quattro punti il Colonia, e anche qui Müller è il miglior marcatore; nella coppa di Germania i bavaresi vengono invece eliminati ai quarti dal Kickers Offenbach. In campo internazionale, invece, la squadra partecipa alla Coppa dei Campioni, dove elimina prima il Galatasaray e poi l'Omonia. I tedeschi vengono poi sconfitti nei quarti dall'Ajax che si appresta a vincere il terzo trofeo consecutivo, venendo sconfitti 4-0 nella partita di andata e vincendo 2-1 fra le mura amiche. Però, grazie alle goleade nei primi due turni, anche qui Müller è capocannoniere.

## Maglie e sponsor
|  | Casa |  | Trasferta |  |

## Rosa
| N. |                      | Ruolo | Calciatore               |
| -- | -------------------- | ----- | ------------------------ |
|    | Germania (bandiera)  | P     | Sepp Maier               |
|    | Germania (bandiera)  | P     | Manfred Seifert          |
|    | Croazia (bandiera)   | P     | Zlatko Škorić            |
|    | Germania (bandiera)  | D     | Franz Beckenbauer        |
|    | Germania (bandiera)  | D     | Paul Breitner            |
|    | Danimarca (bandiera) | D     | Johnny Hansen            |
|    | Germania (bandiera)  | D     | Gernot Rohr              |
|    | Germania (bandiera)  | D     | Günther Rybarczyk        |
|    | Germania (bandiera)  | D     | Hans-Georg Schwarzenbeck |
|    | Germania (bandiera)  | C     | Bernd Dürnberger         |
|    | Germania (bandiera)  | C     | Uli Hoeneß               |
|    | Germania (bandiera)  | C     | Franz Krauthausen        |

| N. |                     | Ruolo | Calciatore         |
| -- | ------------------- | ----- | ------------------ |
|    | Germania (bandiera) | C     | Matthias Obermeier |
|    | Germania (bandiera) | C     | Franz Roth         |
|    | Germania (bandiera) | C     | Georg Weiß         |
|    | Germania (bandiera) | C     | Herbert Zimmermann |
|    | Germania (bandiera) | C     | Rainer Zobel       |
|    | Germania (bandiera) | A     | Wilhelm Hoffmann   |
|    | Germania (bandiera) | A     | Hans Jörg          |
|    | Germania (bandiera) | A     | Gerd Müller        |
|    | Germania (bandiera) | A     | Edgar Schneider    |
|    | Germania (bandiera) | A     | Wolfgang Sühnholz  |
|    | Germania (bandiera) | A     | Martin Wildgruber  |

## Organigramma societario
Area direttiva
- Presidente:  Wilhelm Neudecker

Area tecnica
- Allenatore: Udo Lattek
- Allenatore in seconda:
- Preparatore dei portieri:
- Preparatori atletici:

## Calciomercato

### Sessione estiva
| Acquisti | Acquisti          | Acquisti         | Acquisti |
| R.       | Nome              | da               | Modalità |
| -------- | ----------------- | ---------------- | -------- |
| A        | Hans Jörg         | Kempten          |          |
| P        | Zlatko Škorić     | Stoccarda        |          |
| A        | Martin Wildgruber | Bayern Monaco II |          |

| Cessioni | Cessioni            | Cessioni  | Cessioni |
| R.       | Nome                | a         | Modalità |
| -------- | ------------------- | --------- | -------- |
| A        | Franz Gerber        | St. Pauli |          |
| D        | Herward Koppenhöfer | Stoccarda |          |

### Sessione invernale
| Acquisti | Acquisti | Acquisti | Acquisti |
| R.       | Nome     | da       | Modalità |
| -------- | -------- | -------- | -------- |

| Cessioni | Cessioni | Cessioni | Cessioni |
| R.       | Nome     | a        | Modalità |
| -------- | -------- | -------- | -------- |

## Risultati

### Bundesliga

#### Girone di andata
| Arbitro: | Schulenburg |

|  |           |                                                           |
|  | Marcatori | 4’, 45’, 79’ Müller 11’ (aut.) Hollmann 38’ Schwarzenbeck |

| Arbitro: | Weyland |

|                          |           |           |
| Schneider 25’ Müller 46’ | Marcatori | 60’ Weist |

| Arbitro: | Fork |

|  |           |                         |
|  | Marcatori | 59’ Hoffmann 74’ Müller |

| Arbitro: | Schröck |

|                                                  |           |  |
| Müller 9’, 15’ Hoeneß 52’ Beckenbauer 76’ (rig.) | Marcatori |  |

| Arbitro: | Redelfs |

|           |           |                |
| Kohle 49’ | Marcatori | 79’ Dürnberger |

| Arbitro: | Ohmsen |

|                                                  |           |  |
| Hoffmann 20’, 65’ Müller 27’ Roth 38’ Hoeneß 87’ | Marcatori |  |

| Arbitro: | Kindervater |

|                           |           |            |
| Weidle 53’ Hölzenbein 75’ | Marcatori | 86’ Müller |

| Arbitro: | Biwersi |

|                            |           |  |
| Müller 24’, 66’ Hoeneß 48’ | Marcatori |  |

| Arbitro: | Tschenscher |

|  |           |            |
|  | Marcatori | 18’ Hoeneß |

| Arbitro: | Lutz |

|                            |           |  |
| Müller 23’ (rig.) Roth 50’ | Marcatori |  |

| Arbitro: | Weyland |

|  |           |                 |
|  | Marcatori | 83’, 85’ Hoeneß |

| Arbitro: | Wichmann |

|                                                                   |           |                       |
| Müller 5’ (rig.), 63’, 67’, 80’ Krauthausen 22’, 71’ Breitner 84’ | Marcatori | 26’, 33’ Siemensmeyer |

| Arbitro: | Basedow |

|                         |           |          |
| Hošić 28’, 40’ Seel 59’ | Marcatori | 88’ Roth |

| Arbitro: | Horstmann |

|                                 |           |                         |
| Hoeneß 55’, 62’ Beckenbauer 68’ | Marcatori | 47’ Biesenkamp 50’ Geye |

| Arbitro: | Linn |

|  |           |                       |
|  | Marcatori | 42’ Hoeneß 90’ Müller |

| Arbitro: | Siepe |

|                                 |           |          |
| Müller 47’, 62’ Beckenbauer 76’ | Marcatori | 90’ Held |

| Arbitro: | Biwersi |

|                             |           |                 |
| Cullmann 10’ Kapellmann 90’ | Marcatori | 18’ Krauthausen |

#### Girone di ritorno
| Arbitro: | Dittmer |

|                                                                  |           |                                              |
| Hollmann 4’ (aut.) Hoffmann 7’ Müller 12’ (rig.), 68’ Hoeneß 72’ | Marcatori | 58’ Wilbertz 74’ Tenhagen 75’ (rig.) Kobluhn |

| Arbitro: | Gabor |

|               |           |  |
| Hasebrink 48’ | Marcatori |  |

| Arbitro: | Weyland |

|                                    |           |  |
| Hoffmann 28’ Hoeneß 72’ Müller 76’ | Marcatori |  |

| Arbitro: | Quindeau |

|                                     |           |                                                          |
| Müller 62’ (rig.) Müller 78’ (rig.) | Marcatori | 25’ (rig.) Müller 41’, 60’ Hoffmann 69’ Zobel 79’ Hoeneß |

| Arbitro: | Horstmann |

|                                                  |           |                  |
| Hoeneß 3’ Müller 16’ Dürnberger 48’ Hoffmann 65’ | Marcatori | 12’ (rig.) Kohle |

| Arbitro: | Schulenburg |

|           |           |            |
| Ehmke 48’ | Marcatori | 46’ Hoeneß |

| Arbitro: | Basedow |

|                                            |           |                |
| Schneider 26’ Breitner 65’ Beckenbauer 67’ | Marcatori | 42’ Hofmeister |

| Arbitro: | Ohmsen |

|  |           |                                      |
|  | Marcatori | 28’ Hansen 37’ Krauthausen 63’ Zobel |

| Arbitro: | Gabor |

|                                                                   |           |               |
| Schneider 22’ Beckenbauer 30’ Breitner 77’ Müller 80’ (rig.), 84’ | Marcatori | 59’ Handschuh |

| Arbitro: | Horstmann |

|                     |           |  |
| Worm 25’ Wunder 70’ | Marcatori |  |

| Arbitro: | Hennig |

|            |           |  |
| Müller 74’ | Marcatori |  |

| Arbitro: | Siepe |

|               |           |                                |
| Stegmayer 36’ | Marcatori | 27’ Roth 58’ Müller 65’ Hoeneß |

| Arbitro: | Fork |

|                                                 |           |  |
| Hoeneß 5’ Müller 18’, 29’ (rig.), 48’, 66’, 79’ | Marcatori |  |

| Düsseldorf 19 maggio 1973, ore 15:30 CET 31ª giornata | Fortuna Düsseldorf | 0 – 0 referto | Bayern Monaco | Rheinstadion (45 000 spett.)\| Arbitro: \| Schulenburg \| |
| Arbitro:                                              | Schulenburg        |               |               |                                                           |

| Arbitro: | Fuchs |

|                                                          |           |          |
| Müller 31’, 54’ Dürnberger 58’ Breitner 73’ Hoffmann 90’ | Marcatori | 8’ Hartl |

| Arbitro: | Schmoock |

|  |           |                                     |
|  | Marcatori | 44’ Roth 83’ Müller 87’ Beckenbauer |

| Arbitro: | Schröck |

|            |           |          |
| Hoeneß 81’ | Marcatori | 50’ Hein |

### Coppa di Germania
| Arbitro: | Hennig |

|           |           |                                               |
| Greif 68’ | Marcatori | 2’ Hoffmann 23’ Breitner 57’ Zobel 80’ Müller |

| Arbitro: | Overberg |

|                                                                |           |  |
| Müller 3’, 52’, 86’ (rig.) Dürnberger 12’ Hoeneß 55’, 57’, 88’ | Marcatori |  |

| Arbitro: | Lutz |

|            |           |                              |
| Jakobs 89’ | Marcatori | 71’ Schneider 74’ Dürnberger |

| Arbitro: | Meuser |

|                           |           |              |
| Müller 22’, 47’ Zobel 50’ | Marcatori | 73’ Tenhagen |

| Arbitro: | Tschenscher |

|                     |           |                       |
| Theis 28’ Skala 37’ | Marcatori | 7’, 88’ Schwarzenbeck |

| Arbitro: | Eschweiler |

|                              |           |                                        |
| Hansen 69’ Müller 72’ (rig.) | Marcatori | 37’, 44’ Held 59’ Schäfer 88’ Ritschel |

### Coppa di Lega
| Arbitro: | Aldinger |

|            |           |                              |
| Keller 60’ | Marcatori | 46’, 76’ Müller 90’ Breitner |

| Stoccarda 12 agosto 1972, ore CET 2ª giornata                                 | Stoccarda | 2 – 3 referto        | Bayern Monaco | Neckarstadion (15 000 spett.) |
| \| \| \| \| \| Köppel 75’ Höbusch 82’ \| Marcatori \| 38’, 52’, 76’ Müller \| |           |                      |               |                               |
|                                                                               |           |                      |               |                               |
| Köppel 75’ Höbusch 82’                                                        | Marcatori | 38’, 52’, 76’ Müller |               |                               |

| Arbitro: | Riegg |

|                                     |           |            |
| Zapf 43’, 45’ Schuster 56’ Wolf 77’ | Marcatori | 17’ Müller |

| Arbitro: | Schröck |

|               |           |                           |
| Rybarczyk 13’ | Marcatori | 23’ Handschuh 47’ Höbusch |

| Arbitro: | Geng |

|                                                     |           |                               |
| Müller 3’, 19’, 23’ Schneider 13’ Schwarzenbeck 42’ | Marcatori | 65’ Schuhmann 68’, 78’ Keller |

| Arbitro: | Ahlbeck |

|                                      |           |                                                |
| Müller 13’, 23’, 54’ Krauthausen 58’ | Marcatori | 29’, 48’ Werner 33’, 74’ Schuster 88’ Pechtold |

### Coppa dei Campioni
| Arbitro: | Angonese |

|           |           |            |
| Ünder 55’ | Marcatori | 66’ Müller |

| Arbitro: | Leite |

|                                                                          |           |  |
| Müller 14’, 78’ Hoeneß 29’ Schneider 35’ Beckenbauer 76’ (rig.) Roth 88’ | Marcatori |  |

| Arbitro: | Jursa |

|                                                                       |           |  |
| Müller 14’, 37’, 54’, 73’, 74’ Hoeneß 25’ Roth 43’ Schneider 69’, 82’ | Marcatori |  |

| Arbitro: | Pláček |

|  |           |                                       |
|  | Marcatori | 29’ Roth 42’, 66’ Müller 50’ Hoffmann |

| Arbitro: | Scheurer |

|                                      |           |  |
| Haan 53’, 69’ Mühren 66’ Cruijff 88’ | Marcatori |  |

| Arbitro: | Burns |

|                            |           |           |
| Krol 29’ (aut.) Müller 40’ | Marcatori | 8’ Keizer |

## Statistiche

### Statistiche di squadra
| Competizione       | Punti | In casa | In casa | In casa | In casa | In casa | In casa | In trasferta | In trasferta | In trasferta | In trasferta | In trasferta | In trasferta | Totale | Totale | Totale | Totale | Totale | Totale | DR  |
| Competizione       | Punti | G       | V       | N       | P       | Gf      | Gs      | G            | V            | N            | P            | Gf           | Gs           | G      | V      | N      | P      | Gf     | Gs     | DR  |
| ------------------ | ----- | ------- | ------- | ------- | ------- | ------- | ------- | ------------ | ------------ | ------------ | ------------ | ------------ | ------------ | ------ | ------ | ------ | ------ | ------ | ------ | --- |
| Bundesliga         | 54    | 17      | 16      | 1       | 0       | 62      | 14      | 17           | 9            | 3            | 5            | 31           | 15           | 34     | 25     | 4      | 5      | 93     | 29     | +64 |
| Coppa di Germania  | -     | 3       | 2       | 0       | 1       | 12      | 5       | 3            | 2            | 1            | 0            | 8            | 4            | 6      | 4      | 1      | 1      | 20     | 9      | +11 |
| Coppa di Lega      | -     | 3       | 1       | 0       | 2       | 10      | 10      | 3            | 2            | 0            | 1            | 7            | 7            | 6      | 3      | 0      | 3      | 17     | 17     | 0   |
| Coppa dei Campioni | -     | 3       | 3       | 0       | 0       | 17      | 1       | 3            | 1            | 1            | 1            | 5            | 5            | 6      | 4      | 1      | 1      | 22     | 6      | +16 |
| Totale             | 54    | 26      | 22      | 1       | 3       | 101     | 30      | 26           | 14           | 5            | 7            | 51           | 31           | 52     | 36     | 6      | 10     | 152    | 61     | +91 |

### Andamento in campionato
| Giornata  | 1 | 2 | 3 | 4 | 5 | 6 | 7 | 8 | 9 | 10 | 11 | 12 | 13 | 14 | 15 | 16 | 17 | 18 | 19 | 20 | 21 | 22 | 23 | 24 | 25 | 26 | 27 | 28 | 29 | 30 | 31 | 32 | 33 | 34 |
| --------- | - | - | - | - | - | - | - | - | - | -- | -- | -- | -- | -- | -- | -- | -- | -- | -- | -- | -- | -- | -- | -- | -- | -- | -- | -- | -- | -- | -- | -- | -- | -- |
| Luogo     | T | C | T | C | T | C | T | C | T | C  | T  | C  | T  | C  | T  | C  | T  | C  | T  | C  | T  | C  | T  | C  | T  | C  | T  | C  | T  | C  | T  | C  | T  | C  |
| Risultato | V | V | V | V | N | V | P | V | V | V  | V  | V  | P  | V  | V  | V  | P  | V  | P  | V  | V  | V  | N  | V  | V  | V  | P  | V  | V  | V  | N  | V  | V  | N  |
| Posizione | 1 | 1 | 1 | 1 | 1 | 1 | 1 | 1 | 1 | 1  | 1  | 1  | 1  | 1  | 1  | 1  | 1  | 1  | 1  | 1  | 1  | 1  | 1  | 1  | 1  | 1  | 1  | 1  | 1  | 1  | 1  | 1  | 1  | 1  |

Legenda:

Luogo: C = Casa; T = Trasferta. Risultato: V = Vittoria; N = Pareggio; P = Sconfitta.

### Statistiche dei giocatori
| Giocatore        | Bundesliga | Bundesliga | Bundesliga  | Bundesliga | Coppa di Germania | Coppa di Germania | Coppa di Germania | Coppa di Germania | Coppa di Lega | Coppa di Lega | Coppa di Lega | Coppa di Lega | Coppa dei Campioni | Coppa dei Campioni | Coppa dei Campioni | Coppa dei Campioni | Totale   | Totale | Totale      | Totale     |
| Giocatore        | Presenze   | Reti       | Ammonizioni | Espulsioni | Presenze          | Reti              | Ammonizioni       | Espulsioni        | Presenze      | Reti          | Ammonizioni   | Espulsioni    | Presenze           | Reti               | Ammonizioni        | Espulsioni         | Presenze | Reti   | Ammonizioni | Espulsioni |
| ---------------- | ---------- | ---------- | ----------- | ---------- | ----------------- | ----------------- | ----------------- | ----------------- | ------------- | ------------- | ------------- | ------------- | ------------------ | ------------------ | ------------------ | ------------------ | -------- | ------ | ----------- | ---------- |
| F. Beckenbauer   | 34         | 6          | 0           | 0          | 6                 | 0                 | 0                 | 0                 | 5             | 0             | 0             | 0             | 6                  | 1                  | 0                  | 0                  | 51       | 7      | 0           | 0          |
| P. Breitner      | 32         | 4          | 0           | 0          | 6                 | 1                 | 0                 | 0                 | 5             | 1             | 0             | 0             | 5                  | 0                  | 1                  | 0                  | 48       | 6      | 1           | 0          |
| B. Dürnberger    | 31         | 3          | 0           | 0          | 5                 | 2                 | 0                 | 0                 | 4             | 0             | 0             | 0             | 4                  | 0                  | 0                  | 0                  | 44       | 5      | 0           | 0          |
| J. Hansen        | 34         | 1          | 0           | 0          | 6                 | 1                 | 0                 | 0                 | 6             | 0             | 0             | 0             | 6                  | 0                  | 0                  | 0                  | 52       | 2      | 0           | 0          |
| U. Hoeneß        | 34         | 17         | 0           | 0          | 6                 | 3                 | 0                 | 0                 | 2             | 0             | 0             | 0             | 6                  | 2                  | 0                  | 0                  | 48       | 22     | 0           | 0          |
| W. Hoffmann      | 24         | 9          | 0           | 0          | 4                 | 1                 | 0                 | 0                 | 6             | 0             | 0             | 0             | 4                  | 1                  | 0                  | 0                  | 38       | 11     | 0           | 0          |
| H. Jörg          | 3          | 0          | 0           | 0          | 2                 | 0                 | 0                 | 0                 | 1             | 0             | 0             | 0             | 0                  | 0                  | 0                  | 0                  | 6        | 0      | 0           | 0          |
| F. Krauthausen   | 29         | 4          | 0           | 0          | 4                 | 0                 | 0                 | 0                 | 2             | 1             | 0             | 0             | 4                  | 0                  | 0                  | 0                  | 39       | 5      | 0           | 0          |
| S. Maier         | 34         | 0          | 0           | 0          | 5                 | 0                 | 0                 | 0                 | 3             | 0             | 0             | 0             | 5                  | 0                  | 0                  | 0                  | 47       | 0      | 0           | 0          |
| G. Müller        | 33         | 36         | 0           | 0          | 5                 | 7                 | 0                 | 0                 | 5             | 12            | 0             | 0             | 6                  | 11                 | 0                  | 0                  | 49       | 66     | 0           | 0          |
| M. Obermeier     | 0          | 0          | 0           | 0          | 0                 | 0                 | 0                 | 0                 | 2             | 0             | 0             | 0             | 0                  | 0                  | 0                  | 0                  | 2        | 0      | 0           | 0          |
| G. Rohr          | 3          | 0          | 0           | 0          | 0                 | 0                 | 0                 | 0                 | 2             | 0             | 0             | 0             | 0                  | 0                  | 0                  | 0                  | 5        | 0      | 0           | 0          |
| F. Roth          | 32         | 5          | 0           | 0          | 5                 | 0                 | 0                 | 0                 | 5             | 0             | 0             | 0             | 6                  | 3                  | 1                  | 0                  | 48       | 8      | 1           | 0          |
| G. Rybarczyk     | 2          | 0          | 0           | 0          | 1                 | 0                 | 0                 | 0                 | 2             | 1             | 0             | 0             | 1                  | 0                  | 0                  | 0                  | 6        | 1      | 0           | 0          |
| E. Schneider     | 16         | 3          | 0           | 0          | 5                 | 1                 | 0                 | 0                 | 3             | 1             | 0             | 0             | 4                  | 3                  | 0                  | 0                  | 28       | 8      | 0           | 0          |
| G. Schwarzenbeck | 34         | 1          | 0           | 0          | 6                 | 2                 | 0                 | 0                 | 5             | 1             | 0             | 0             | 6                  | 0                  | 1                  | 0                  | 51       | 4      | 1           | 0          |
| M. Seifert       | 0          | 0          | 0           | 0          | 1                 | 0                 | 0                 | 0                 | 0             | 0             | 0             | 0             | 0                  | 0                  | 0                  | 0                  | 1        | 0      | 0           | 0          |
| W. Sühnholz      | 0          | 0          | 0           | 0          | 0                 | 0                 | 0                 | 0                 | 0             | 0             | 0             | 0             | 0                  | 0                  | 0                  | 0                  | 0        | 0      | 0           | 0          |
| G. Weiß          | 0          | 0          | 0           | 0          | 0                 | 0                 | 0                 | 0                 | 0             | 0             | 0             | 0             | 0                  | 0                  | 0                  | 0                  | 0        | 0      | 0           | 0          |
| M. Wildgruber    | 0          | 0          | 0           | 0          | 0                 | 0                 | 0                 | 0                 | 3             | 0             | 0             | 0             | 0                  | 0                  | 0                  | 0                  | 3        | 0      | 0           | 0          |
| H. Zimmermann    | 1          | 0          | 0           | 0          | 2                 | 0                 | 0                 | 0                 | 2             | 0             | 0             | 0             | 0                  | 0                  | 0                  | 0                  | 5        | 0      | 0           | 0          |
| R. Zobel         | 28         | 2          | 0           | 0          | 6                 | 2                 | 0                 | 0                 | 5             | 0             | 0             | 0             | 6                  | 0                  | 0                  | 0                  | 45       | 4      | 0           | 0          |
| Z. Škorić        | 0          | 0          | 0           | 0          | 0                 | 0                 | 0                 | 0                 | 3             | 0             | 0             | 0             | 1                  | 0                  | 0                  | 0                  | 4        | 0      | 0           | 0          |